# ワールドゲームズカヌー競技
ワールドゲームズカヌー競技は、2005年デュースブルク大会より開催されている。

## メダル獲得者

### カヌーポロ

#### 男子
| 大会                | 金       | 銀       | 銅             |
| ------------------- | -------- | -------- | -------------- |
| 2005 デュースブルク | オランダ | ドイツ   | イギリス       |
| 2009 高雄           | フランス | オランダ | オーストラリア |
| 2013 カリ           | ドイツ   | フランス | イタリア       |
| 2017 ヴロツワフ     | ドイツ   | イタリア | スペイン       |

#### 女子
| 大会                | 金       | 銀       | 銅       |
| ------------------- | -------- | -------- | -------- |
| 2005 デュースブルク | ドイツ   | イギリス | 日本     |
| 2009 高雄           | イギリス | ドイツ   | フランス |
| 2013 カリ           | ドイツ   | イギリス | フランス |
| 2017 ヴロツワフ     | ドイツ   | フランス | イタリア |